# Kemijärvi (stacja kolejowa)
Kemijärvi (fiń. Kemijärven rautatieasema) – stacja kolejowa w Kemijärvi, w regionie Laponia, w Finlandii. Znajduje się na linii Laurila–Kelloselkä. Jest stacją 3. kategorii. W 2008 roku obsłużyła 30 tys. pasażerów.
VR zamknęło nierentowne połączenia nocne do Kemijärvi 2 września 2006 roku. Między Rovaniemi a Kemijärvi funkcjonowała szybka kolej. Połączenia do Kemijärvi przywrócono w dniu 29 lutego 2008. Nocne połączenia rozpoczęły się 1 marca 2008 roku.